# Alabagrus derailersi
Alabagrus derailersi är en stekelart som beskrevs av Leathers och Michael J. Sharkey 2003. Alabagrus derailersi ingår i släktet Alabagrus och familjen bracksteklar. Inga underarter finns listade i Catalogue of Life.